# Meczet Narodowy

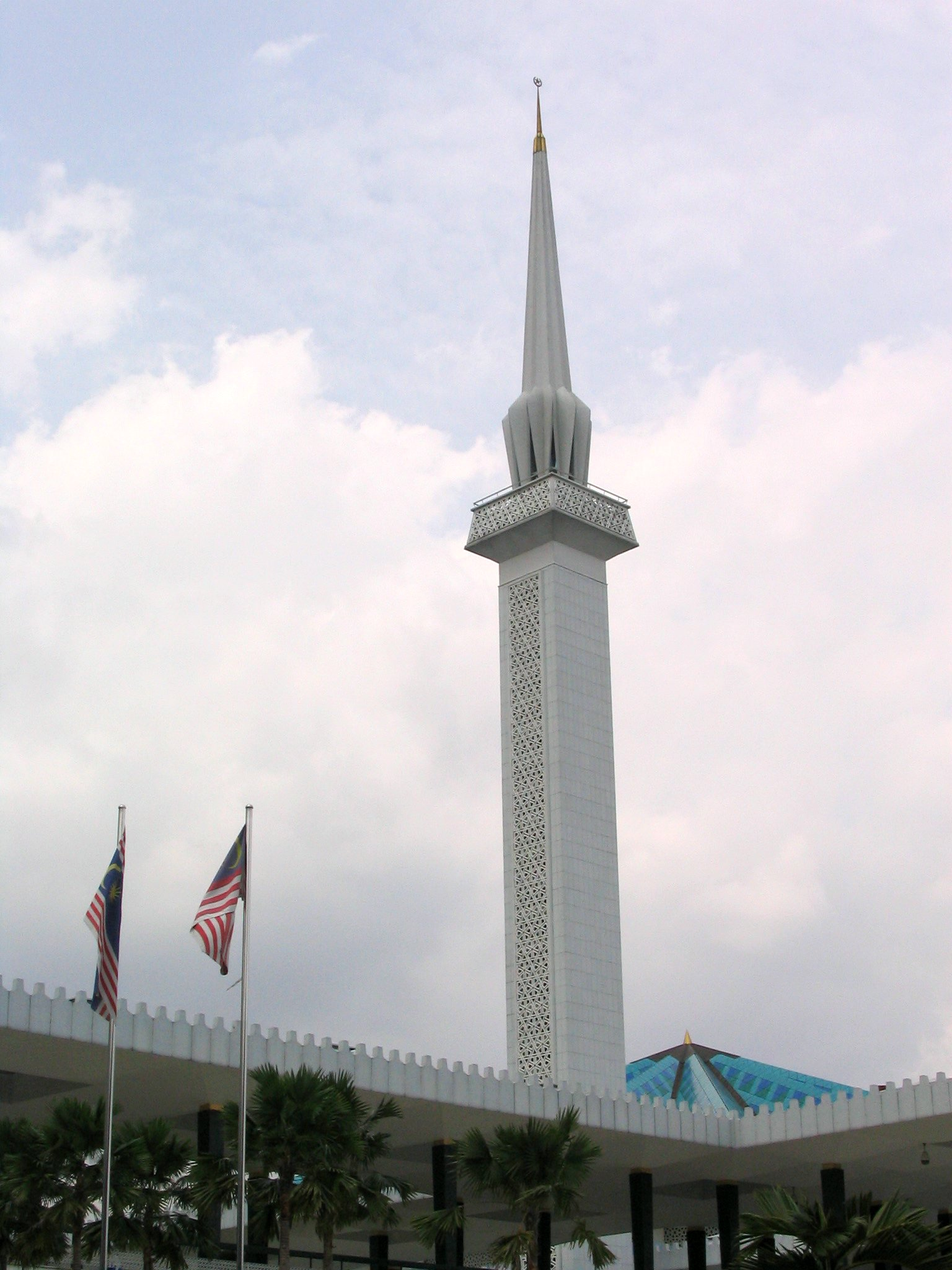
Minaret meczetu

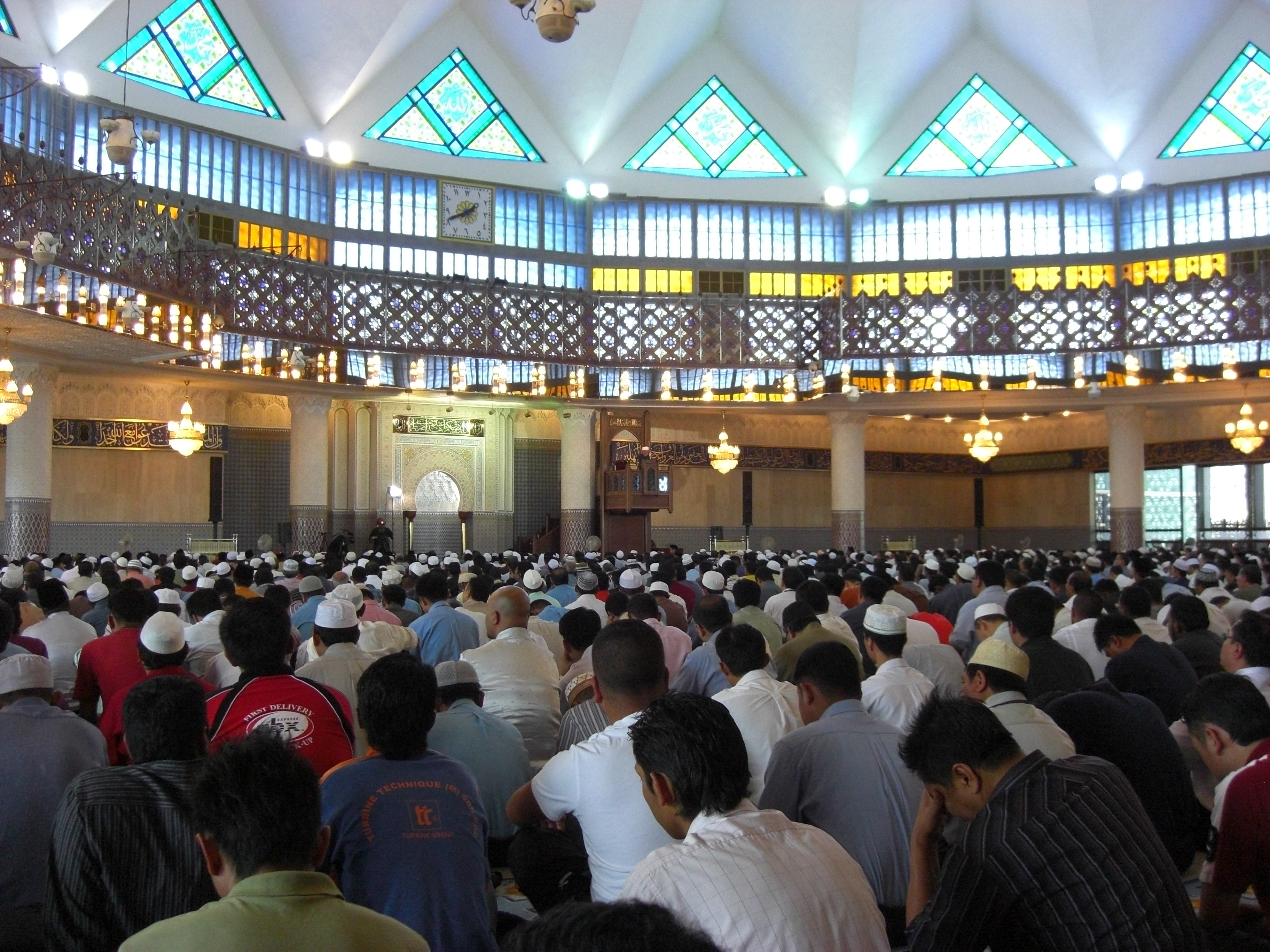
Modlitwa piątkowa we wnętrzu meczetu

Meczet Narodowy (malajski Masjid Negara) – meczet w Kuala Lumpur, który zaprojektowali architekci Howard Ashley (Wielka Brytania), Hisham Albakri i Baharuddin Kassim (obaj Malezja). Pełną rozmachu budowlę w nowoczesnym stylu ukończono w roku 1965, miała ona w założeniu upamiętnić uzyskanie przez Malezję niepodległości. Meczet posiada minaret o wysokości 73 m, główna sala przykryta betonowym dachem w formie gwiazdy może pomieścić 8 tysięcy wiernych. Dziedziniec jest przykryty 48 mniejszymi kopułami.